# Sojaprotein

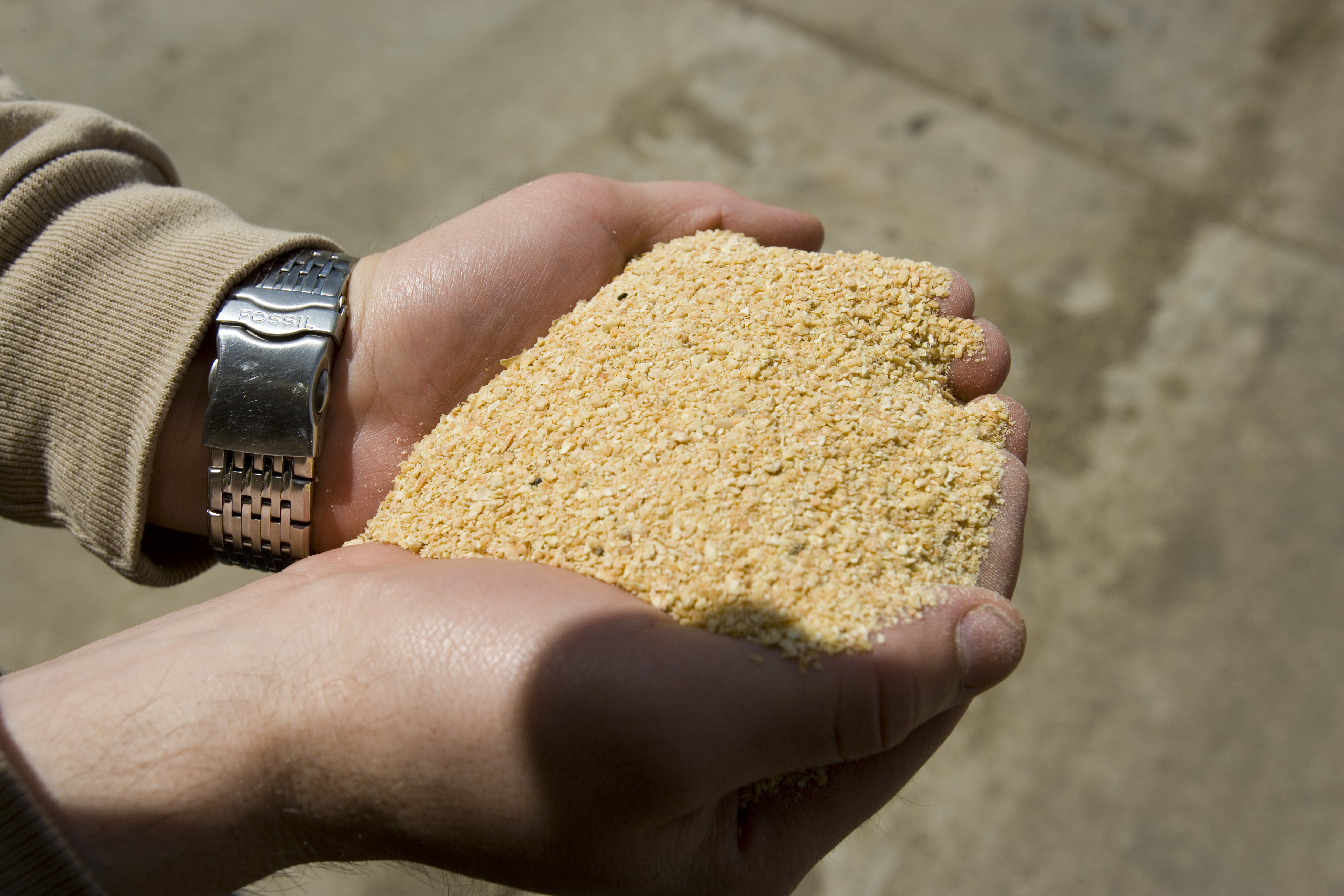
Sojaschrot – Basis für die Herstellung von Sojaprotein

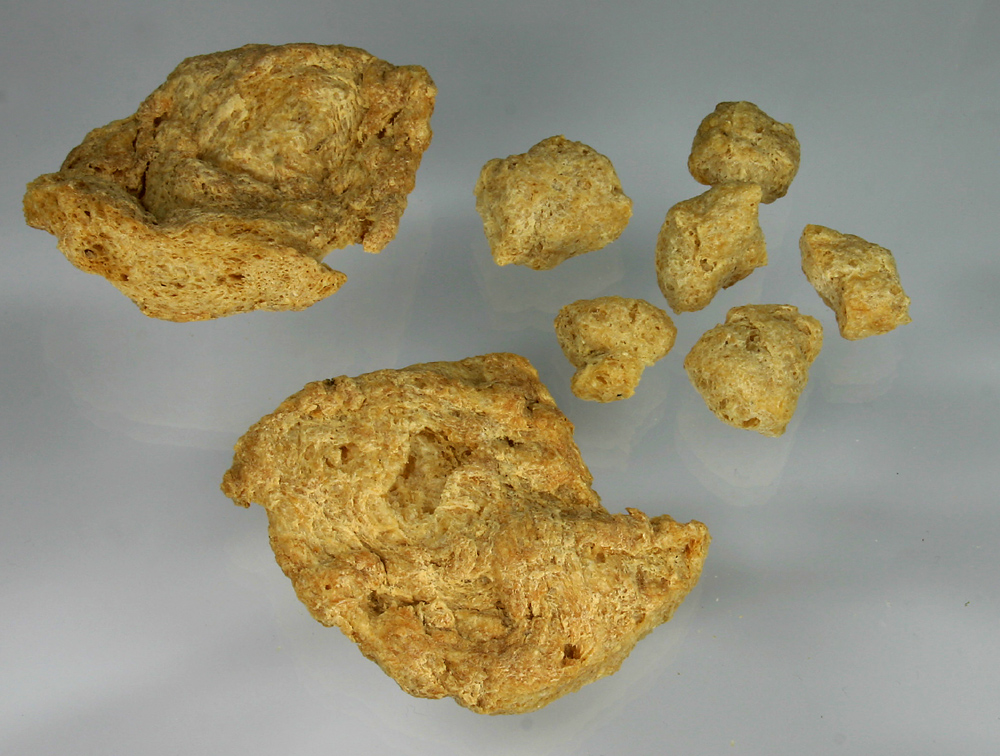
Texturiertes Soja – Ein Fleischersatz aus Sojaprotein

Sojaprotein bezeichnet die Proteine der Sojabohnen und ist ein Überbegriff für verschiedene Erzeugnisse  aus Sojaextraktionschrot, die einen hohen Proteinanteil enthalten. Beispiele dafür sind entöltes Sojamehl, Sojaproteinkonzentrat und Sojaproteinisolat. Soja ist eine wichtige Proteinquelle in Tierfuttermitteln und Nahrungsmitteln.

## Herstellung
Sojaprotein wird aus Sojaextraktionsschrot gewonnen, das bei der Sojaölherstellung anfällt. Für die Nutzung als Nahrung oder in der Tierfütterung, besonders für Monogastrier, ist eine Wärmebehandlung nötig, um den Gehalt an antinutriven Inhaltsstoffen  zu reduzieren. Dazu gibt es verschiedene Verfahren, die direkte Hitze, Wasserdampf oder zusätzlich Druck verwenden. Nach der Behandlung kann beispielsweise texturiertes Soja hergestellt werden.
Für die Herstellung von Sojaproteinkonzentraten mit Proteingehalten von ca. 65–72 % werden aus Sojaflocken mittels eines 60-prozentigen Alkohol-Wassergemisches lösliche Anteile (lösliche Kohlenhydrate, Geschmacks- und Aromastoffe) extrahiert, während die schlecht löslichen Proteine zurückbleiben.
Sojaproteinisolate mit bis zu 90 % Protein können in einem zweistufigen Verfahren hergestellt werden. Im ersten Schritt werden lösliche Bestandteile in Wasser in leicht alkalischem Milieu (pH 8–9) abgetrennt. Im zweiten Schritt wird der pH-Wert auf 4,8 (der mittlere isoelektrischer Punkt der Mischung) herabgesetzt und die Proteine damit ausgefällt. Zur Aufarbeitung wird zentrifugiert und der Rückstand gewaschen und getrocknet.

## Zusammensetzung und Physiologie

Strukturformel von L-Glutaminsäure

Sojaproteine lassen sich grob in zwei Klassen einteilen: Globuline und Albumine. Bei genauerer Analyse lassen sich verschiedene Proteinfraktionen anhand ihrer Sedimentationskoeffizienten unterscheiden:
- 11S-Fraktion (Glycinin) 35 %
- 7S-Fraktion (Conglycinin) 30 %
- 2S-Fraktion 20 %
- 15S-Fraktion 15 %

Die häufigsten Aminosäurebausteine im Sojaprotein sind Glutaminsäure und Asparaginsäure. Sojaprotein ist reich an hydrophilen Aminosäuren, wodurch die Wasserlöslichkeit für ein Pflanzenprotein recht hoch ist. Es ist aufgrund der Zusammensetzung der essentiellen Aminosäuren physiologisch ebenso wertvoll wie die Proteine aus Kuhmilch und Hühnereiern. Dies gilt, obwohl – wie bei Hülsenfrüchten allgemein – ein leichtes Defizit an schwefelhaltigen Aminosäuren besteht. Soja ist eine wichtige pflanzliche Proteinquelle bei vegetarischer und veganer Ernährung.
Dieser Bedeutung steht gegenüber, dass der Bestandteil Glycinin im Sojaprotein ein Lebensmittelallergen ist, das für Sojaallergien verantwortlich ist.

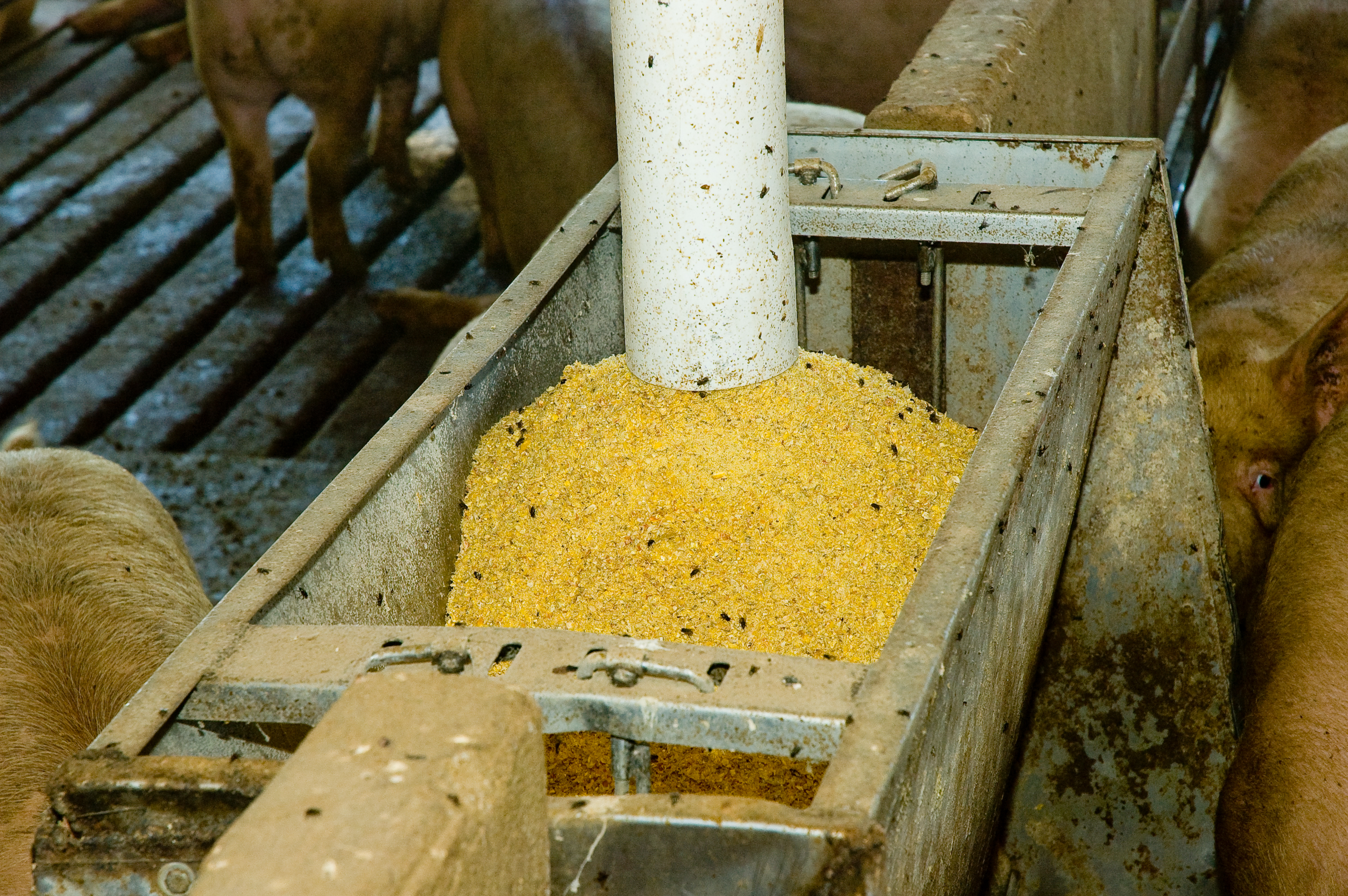
Schweinefutter mit Soja als Proteinquelle

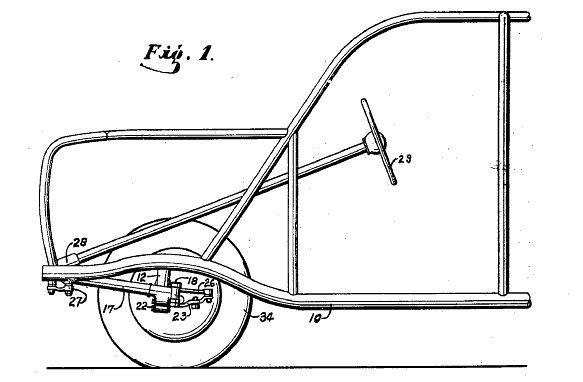
Karosseriezeichnung des Sojabohnenautos ohne Plastikteile

## Verwendung

### Verwendung in Futter- und Nahrungsmitteln
Die Nutzung als Nahrungsmittel für Menschen und Futtermittel für Tiere ist die wichtigste Anwendung von Sojaprotein.
Neben dem direkten Einsatz als Nahrungs- und Futtermittel gibt es zahlreiche weitere Anwendungsmöglichkeiten für Sojaproteinprodukte. Sie werden zur Verbesserung der Verarbeitungsqualität beispielsweise für Fleischwaren, Kinderlebensmittel oder Teig- und Backwaren sowie zur Verbesserung der Proteinversorgung genutzt. Daneben können aus Sojaprotein Glutamat und Speisewürze gewonnen werden.
In der Vergangenheit wurde Sojaprotein in vielen technischen Anwendungen ausprobiert und tatsächlich genutzt. Das Extraktionsschrot besitzt durch seine Zusammensetzung aus ca. 50 % Protein und 50 % Glucose gute Voraussetzungen als Verbundwerkstoff und kann mit Formaldehyd vernetzt werden. Dieser Werkstoff wurde besonders in der Autoindustrie durch Henry Ford erprobt und in verschiedensten Bereichen – Innenraumteilen, technischen Bauteilen und Außenteilen – verbaut. Die Entwicklung gipfelte im 1941 präsentierten Sojabohnenauto, bei dem vierzehn Außenbauteile aus diesem Werkstoff bestanden.
Sojaprotein kann außerdem als emissionsarmes Bindemittel zum Verkleben von Holz, wie in  Holzfaserplatten, benutzt werden.
Aktuell werden nur 0,5 % des Sojaproteins technisch genutzt, wobei die Hauptanwendung in der Papierbeschichtung liegt. Durch die Klebrigkeit des Sojaproteins können Pigmente und Füllstoffe gebunden werden, die beim Papier für eine glänzend-weiße Oberfläche sorgen. Sojaprotein wurde auch in allen üblichen Verfahren zur Kunststoffverarbeitung ausprobiert, allerdings sind die Produkte sehr spröde, wodurch Weichmacher benötigt werden.
Aktuell wird an der Herstellung von Kunststoffilmen aus Sojaproteinisolat besonders für Verpackungen geforscht. Diese wären biobasiert, biologisch abbaubar und können durch Zusätze verschiedener Additive zusätzlich antibakterielle und Lotus-ähnliche Eigenschaften bekommen.